# Осетински език
Осетинският език (ирон æвзаг) е езикът на осетинците. Принадлежи към източноиранските езици и е разпространен в Република Северна Осетия и в Южна Осетия и е наследник на средновековния алански език. Броят на владеещите го е около 450-500 хиляди души (само в Русия 488 000), от тях в Северна Осетия има около 300-350 хиляди. Според преброяването от 2002 осетински език владеят 9388 руснаци, 1866 арменци, 1107 кабардинци и 737 ингуши.
Съвременният осетински език се образува от смесването на ираноезичното население в предпланинските области в Северен Кавказ (кавказки алани), изтласкано покрай нашествието на татаро-монголите на Тамерлан в планинския район на Централен Кавказ, с коренното население, което говори езици от кавказката група. Това води до появата на необичайни за индоевропейските езици езикови явления във фонетиката (гърлени съгласни), в морфологията (силно развита аглутинативна падежна система, каквато не е характерна за иранските езици като цяло), в речниковия състав (думи с неясен произход, семантични паралели и заемки от адигейските, нахско-дагестанските и картвелските езици, най-вече от ингушки, кабардински, грузински).
Осетинският език съхранява и следи от древен контакт с германски, тюркски, славянски и угро-фински езици.

## Писменост
Въз основа на анализа на Зеленчукския надпис може да се предположи, че предците на осетинците – кавказските алани – са имали писменост още през 10 век. Според езиковеда К. Е. Гагкаев, „Зеленчукският надпис се характеризира с постоянство в предаването на еднакви осетински звукове с еднакви гръцки букви, което говори за известни навици и традиции в тази област“.
Зеленчукският надпис съдържа следния текст с гръцки букви:
Ις Χς Исус Христос 

Οατς(?) Νικολαοή Свети (?) Николай

Σαχηρη φουρτ син на Сахир 

X... ρη φουρτ Χ... Х... син на Х...

Πακαθαρ Πακαθαη φουρτ син на Бакатар Бакатай 

Ανπαλ Αναπαλανη φουρτ син на Анбал Анабалан

λακανη τζηρθε (?) паметник (?) на младежа 

<λακανητε ηρθε> (?) (младежа Ири ?)
Поради краткия текст на надписа е възможно тълкуване чрез тюркски или кавказки езици. Самият надпис се смята за изгубен и е невъзможно повторно снемане на текста.
До втората половина на 18 век сведения за осетинска писменост няма. За религиозни цели през 1798 се издава първата осетинска печатна книга (катехизис), набрана на кирилица. От другата страна на Кавказ в началото на 19 век се издават църковни книги набрани на грузинска азбука.
Съвременната осетинска писменост е създадена през 1844 от руския филолог от фински произход Андреас Шьогрен. От 1923 до 1938 се използва латински вариант, а след 1938 в Северна Осетия се използва кирилицата. В Южна Осетия се използва грузинската азбука до 1954, а след това се преминава на кирилица. При прехода към кирилица през 1938 доста знаци от азбуката на Шьогрен се заменят от двубуквени съчетания ([дз], [дж], [хъ] и т.н.), от некирилските букви остава само буквата Ӕ. По нея веднага се разпознават текстове на осетински, понеже тя не се среща в други кирилски азбуки. Съвременнаата осетинска азбука се състои от 42 букви (за букви се смятат и двубуквените съчетания [дз], [дж], [гъ] и т.н.), а някои букви ([ё], [щ], [ь], [я] и др.) се използват само за руски думи.

## Диалекти
В осетинския език се различават два диалекта – дигорски (разпространен в западната част на Северна Осетия) и иронски в Северна и Южна Осетия, които значително се различват. Носителите на различните диалекти обикновено не могат да се разберат взаимно. Около 1/6 от говорещите дигроски владеят и иронски.

## Особености
Осетинският език е един от малкото индоевропейски езици, които са разпространени в Кавказкия район. Под влиянието на кавказките и тюркските езици, той се е обогатил с интересни явления, каквито не се срещат сред другите индоевропейски езици като например:
- богата система на аглутнативно склонение, несвойствена за иранските езици;
- двадесетична бройна система;
- три времена в подчинителното наклонение на глагола;
- отсъствие на предлози, синтактичните отношения се изразяват чрез следлози.
- формално изразяване на определителен член чрез промяна на ударението на думата.

Кавказкият субстрат определя изцяло характера на осетинския език. Много от основните понятия от ежедневието се изразяват с думи от кавказки произход: къух „ръка“, къах „крак“, докато в сложни съчетания се употребяват конструкции, наследени от иранския праезик: арм-æвдулд „смачкан (с ръка)“ от иран. *arm- „ръка“.

### Фонетика
Общият брой на фонеми в съвременния осетински език е 35: 7 гласни, 2 полугласни, 26 съгласни.
Нямат съответствие в иранските езици осетинските съгласни, означени с буквите [къ], [пъ], [тъ], [цъ] и [чъ]. Тези съгласни се срещат предимно в кавказки заемки и думи с неизвестен произход (много вероятно от кавказкия субстрат): къуыри „седмица“, чъири „баница“, чъыр „вар“, битъына „джоджен“ и др.

### Морфология
Аглутинативното склонение на имената (9 или 8 падежа, в зависимост от критерия) и богатата падежна система са се образували вероятно под кавказко влияние. На практика се различват само 3 вида части на речта: имена, глаголи и неизменяеми (съюзи, междуметия). Разлика между прилагателните, съществителните, числителните, наречията и местоименията почти липсва, тъй като една дума има няколко значения, които на български в зависимост от контекста бихме превели като предмет, качество, начин или свойство. Имена могат да изпълняват даже ролята на следлози: например бын (дъно) в израза бæласы бын (под дървото) означава „под“.
Множественото число се образува по правило с помощта на окончанието -т- (в именителен падеж с окончание -æ): лæг (мъж) – лæгтæ (мъже), дур (камък) – дуртæ (камъни). При образуване на множествено число е възможна смяна на огласовката в корена: чиныг (книга) – чингуытæ (книги), æвзаг (език) – æвзæгтæ (езици), зарæг (песен) – зарджытæ (песни).
Осетинският език притежава и флексивно глаголно спрежение.

## Изследователи на езика
- Андрей Михайлович (Йохан Андреас) Шьогрен. Създател на кирилската осетинска азбука. На него принадлежи първото научно изследване на осетинския език, издадено в Петербург, „Осетинская грамматика с кратким словарем российско-осетинским и осетинско-российским“.
- Всеволод Фьодорович Милер. Известен руски фолклорист и езиковед. Автор на „Осетинские этюды“ (1881, 1882, 1887).
- Василий Иванович (Васо) Абаев (1899–2001). Написал множество трудове по осетинознание и иранистика. Съставя четиритомния „Историко-етимологичен речник на осетинския език“ (1957–1989).
- Магомет Измайлович Исаев. Иранист и осетиновед; изследвал дигорския диалект на осетинския език.